# Parker (Texas)
Parker város az USA Texas államában, Collin megyében. Lakosainak száma 5462 fő (2020. április 1.).

## Népesség
A település népességének változása:

| 2010 | 3 811 |
| 2020 | 5 462 |